# Hospital General de la Santísima Trinidad
El Hospital General de la Santísima Trinidad se fundó en 1581, tras la fusión de los dieciocho pequeños hospitales que había en Salamanca en aquella época. El edificio original, en la actualidad, el Colegio Siervas de San José, fue el Hospital de Santa Margarita que se entregó a los Hermanos de San Juan de Dios. Durante el siglo XVII, se representaban obras teatrales en el patio del edificio contratadas por el prior.
 
El Hospital de Santa Margarita, que también se conocía como Hospital de San Cosme y San Damián, absorbió al resto. Fue construido en 1204, gracias a la iniciativa del obispo Gonzalo y reedificado en 1440 por Sancho de Castilla. 
La calle de los Mártires, en uno de sus lados, está dedicada a San Cosme y San Damián, dos cristianos de origen árabe del siglo III que fueron decapitados, y que daban su nombre al hospital. La edificación actual es de 1904 y se halla en el Paseo de los Carmelitas; fue su arquitecto Pedro Vidal y Rodríguez-Barba. Tiene estructura de hierro y capilla neo-gótica. Fue ampliado en la década de 1960.
Eduardo Lozano Lardet